# Daniel Didavi
Daniel Didavi (* 21. Februar 1990 in Nürtingen) ist ein deutscher Fußballspieler. 

## Jugend
Daniel Didavis Vater Ignace stammt aus der Republik Dahomey, dem heutigen Benin; seine Mutter Sylwia ist Deutsche. Sie leben im Nürtinger Stadtteil Roßdorf.
Didavi begann beim heimischen SPV 05 Nürtingen mit dem Fußballspielen. Mit sieben Jahren wurde er von seinem Vater zu den Jugendtagen des VfB Stuttgart gefahren, weil jeder Teilnehmer als Dankeschön fürs Erscheinen zwei Freikarten für ein Bundesligaspiel erhielt. Didavi vermochte beim VfB zu überzeugen und wurde aufgenommen. Aufgrund schlechter schulischer Leistungen holte ihn sein Vater jedoch zurück nach Nürtingen. Als sich Didavis schulische Leistungen verbesserten, vereinbarte sein Vater mit den Verantwortlichen des VfB, dass man es in einem Dreivierteljahr noch einmal probieren würde. Zunächst hatte der VfB keinen Platz für ihn, aber 2003 holte der Verein ihn zurück.

## Vereinskarriere

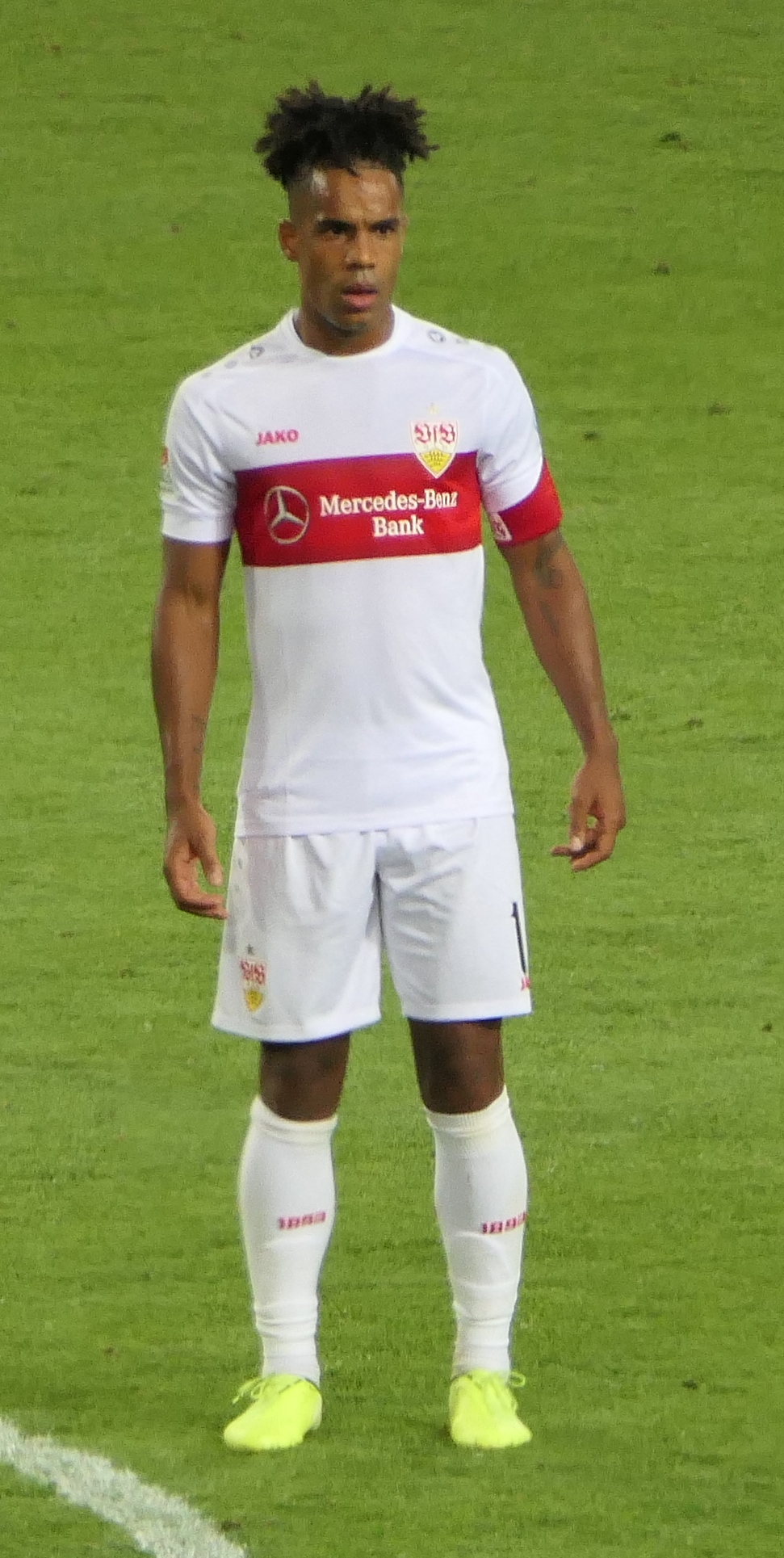
Daniel Didavi beim VfB Stuttgart 2019

Obwohl er noch für die U-19 des VfB spielberechtigt war, gab Didavi am 30. August 2008 am fünften Spieltag der Saison 2008/09 für die zweite Mannschaft des VfB in der 3. Liga beim 4:0-Heimsieg gegen Eintracht Braunschweig sein Profidebüt und erzielte in diesem Spiel zwei Tore und bereitete ein weiteres vor.
Am 21. Januar 2009 verlängerte Didavi seinen Vertrag in Stuttgart vorzeitig bis Juni 2012. Zur Saison 2010/11 wurde Didavi in den Profikader befördert. Er gab am 29. Juli 2010 sein Pflichtspieldebüt für die erste Mannschaft des VfB Stuttgart in der dritten Qualifikationsrunde der Europa League gegen den norwegischen Vertreter Molde FK und am 29. August 2010 sein Bundesligadebüt gegen Borussia Dortmund, als er zur zweiten Halbzeit für Georg Niedermeier eingewechselt wurde.
Zur Saison 2011/12 wurde er über ein Leihgeschäft an den 1. FC Nürnberg abgegeben. Nach einem Kurzeinsatz gegen Hertha BSC am ersten Spieltag zog er sich einen Meniskusriss am linken Knie zu und musste operiert werden. Ab dem 12. Spieltag wurde er regelmäßig eingesetzt und erzielte beim 3:0-Sieg im Auswärtsspiel gegen Bayer 04 Leverkusen am 17. Dezember 2011 sein erstes Bundesligator.
Im Mai 2012 zog sich Didavi kurz vor seiner Rückkehr nach Stuttgart in einem Freundschaftsspiel eine Knorpelverletzung im linken Knie zu. Er unterzog sich einer Operation, die eine siebenmonatige Pause nach sich zog.  Nach drei Ligaspielen traten im Januar 2013 erneut Probleme am verletzten Knie auf; im Mai wurde er ein weiteres Mal operiert. Erst im Februar 2014 beteiligte er sich nach seiner einjährigen Verletzungspause wieder am Mannschaftstraining. In den letzten sieben Ligaspielen der Saison 2013/14 wurde er wieder eingesetzt und trug mit seinem ersten Bundesligator im Trikot der Stuttgarter gegen Borussia Mönchengladbach zum Klassenerhalt des VfB bei.
Im Oktober 2014 zog er sich in einem Testspiel einen Muskelbündelriss am linken Oberschenkel zu, im Januar 2015 trat eine Reizung am operierten linken Knie auf. Erst am 25. April 2015, dem 30. Spieltag der Saison 2014/15, kam er in der Bundesliga wieder zum Einsatz und hatte u. a. mit zwei Toren Anteil daran, dass der VfB Stuttgart erneut nicht abstieg. In der folgenden Spielzeit 2015/16 war er mit 13 Treffern bester Torschütze der Mannschaft.
Nach Auslaufen seines Vertrages beim VfB Stuttgart schloss sich Didavi zur Saison 2016/17 dem VfL Wolfsburg an. Bei den Niedersachsen erhielt er einen Vertrag bis 2021. Sein Debüt am 27. August 2016 (1. Spieltag) krönte er mit dem 1:0-Siegtreffer in der 35. Minute im Auswärtsspiel gegen den FC Augsburg.
Zur Saison 2018/19 kehrte Daniel Didavi im Tausch gegen Daniel Ginczek zum VfB Stuttgart zurück. Er unterschrieb einen Vertrag bis 2021. Im Mai 2021 verlängerte Didavi die Laufzeit seines Vertrags um ein weiteres Jahr. Im Sommer 2022 endete sein Vertrag und er verließ den VfB.

## Nationalmannschaft
In der Vorbereitung auf die Qualifikation für die Europameisterschaft 2013 wurde Didavi erstmals in der U-21-Nationalmannschaft eingesetzt und erzielte am 9. August 2011, beim 4:1-Sieg über die Auswahl Zyperns in Karlsruhe, mit dem Treffer zum 3:1 sein erstes Länderspieltor.

## Erfolge
- Aufstieg in die Bundesliga: 2020